# إيطاليا في الحرب العالمية الثانية
اتسمت مشاركة إيطاليا في الحرب العالمية الثانية بإطار معقد من الأيديولوجيا والسياسة والدبلوماسية، بينما تأثرت أعمالها العسكرية بشكل كبير بالعوامل الخارجية. انضمت إيطاليا إلى الحرب كواحدة من دول المحور في عام 1940، بالتزامن مع استسلام الفرنسيين، ووضع خطة لتركيز القوات الإيطالية في وضع هجومي كبير ضد الامبراطورية البريطانية في أفريقيا والشرق الأوسط، وذلك لتوقع انهيار المملكة المتحدة في المسرح الأوروبي. قصف الإيطاليون فلسطين الانتدابية، وغزوا مصر واحتلوا أرض الصومال البريطانية بنجاح مبدئي. ولكن، أدت الإجراءات الألمانية واليابانية في عام 1941 إلى دخول الاتحاد السوفيتي والولايات المتحدة، على التوالي، في الحرب، ما أدى إلى تدمير الخطة الإيطالية وتأجيل هدف إجبار بريطانيا على التفاوض والموافقة على تسوية سلمية إلى أجل غير مسمى.
كان الديكتاتور الإيطالي بينيتو موسوليني يدرك أن إيطاليا (التي تواجه نقصًا في الموارد بسبب التدخلات العسكرية السابقة للحرب العالمية الثانية، وإن كانت هذه التدخلات في إسبانيا وإثيوبيا وألبانيا؛ ناجحة) ليست مستعدة لنزاع طويل. اختار موسوليني البقاء في الحرب لأن الطموحات الاستعمارية للنظام الفاشي، التي كانت تتطلع إلى استعادة الامبراطورية الرومانية في البحر الأبيض المتوسط (ماري نوستروم «بحرنا»)، قد تحققت جزئيًا في أواخر عام 1942. عند هذه المرحلة، امتد التأثير الإيطالي في جميع أنحاء البحر الأبيض المتوسط. أخمد الفاشيون الثورة الليبية، وخضعت البلاد للاستيطان الإيطالي. تثبّت نظام قومي عسكري ودّي في إسبانيا، ووُضع نظام عميل في كرواتيا بعد الغزو الألماني الإيطالي ليوغوسلافيا. ضُمّت ألبانيا، وليوبليانا، ودالماسيا الساحلية، والجبل الأسود مباشرة إلى الدولة الإيطالية. احتلت إيطاليا معظم اليونان بعد الحرب اليونانية الإيطالية ومعركة اليونان، وكذلك الأراضي الفرنسية في كورسيكا وتونس في أعقاب انهيار نظام فيشي الفرنسي واحتلالها من قبل القوات الألمانية. وأخيرًا، حققت القوات الإيطالية الألمانية انتصارات كبيرة ضد المتمردين في يوغسلافيا، واحتلت أجزاء من مصر التي كانت تحت سيطرة البريطانيين في طريقها إلى العلمين بعد فوزها في معركة عين الغزالة.
ولكن، كانت الغزوات الإيطالية دائمًا تتعرض لمعارضة كبيرة، من قبل كل من التمردات المختلفة (وأبرزها المقاومة اليونانية وجيش التحرير الوطني اليوغوسلافي) والقوات العسكرية المتحالفة، التي شنت معركة البحر المتوسط مع مشاركة إيطاليا وبدونها. في نهاية المطاف انهارت الامبراطورية الإيطالية بعد هزائم كارثية في حملات أوروبا الشرقية وشمال أفريقيا. في يوليو 1943، بعد غزو الحلفاء لصقلية، أُلقي القبض على موسوليني بأمر من الملك فيكتور إيمانويل الثالث، ما أثار حربًا أهلية. انهار الجيش الإيطالي خارج شبه الجزيرة الإيطالية نفسها، ووقعت الأراضي التي احتلتها وتلك المُرفقة تحت السيطرة الألمانية. استسلمت إيطاليا للحلفاء في 3 سبتمبر 1943.
احتل الألمان النصف الشمالي من البلاد بمساعدة الفاشيين وأنشأوا دولة عميلة متواطئة (مع جمع أكثر من 500,000 جندي لصالح المحور)، بينما كانت القوات الملكية تحكم الجنوب، وقد دافعت هذه القوات عن قضية الحلفاء وكذلك الجيش الإيطالي المشارك في القتال أو المعروف باسم جيش الجنوب (الذي ضم في أوجه أكثر من 50,000 رجل)، وساعده نحو 350,000 جندي من حركة المقاومة الإيطالية (معظمهم من جنود الجيش الملكي الإيطالي السابق)، وذلك مع انتشار الأيديولوجيات السياسية المتباينة في جميع أنحاء إيطاليا. في 28 أبريل 1945، أُعدم بينيتو موسوليني من قبل أعضاء حركة المقاومة الإيطالية، وذلك قبل يومين من انتحار أدولف هتلر.

## خلفية

### طموحات إمبريالية
خلال أواخر عشرينيات القرن العشرين، تحدث رئيس الوزراء الإيطالي بينيتو موسوليني بإلحاح متزايد عن التوسع الإمبريالي، بحجة أن إيطاليا بحاجة إلى منفذ لـ«الفائض من سكانها»، وبالتالي سيكون من مصلحة البلدان الأخرى أن تساعد في هذا التوسع. كان التطلع الفوري للنظام هو «الهيمنة السياسية في منطقة البحر الأبيض المتوسط - الدانوب – البلقان». تصوّر موسوليني بشكل أكثر عظمة احتلال «امبراطورية تمتد من مضيق جبل طارق إلى مضيق هرمز». كانت الهيمنة البلقانية والمتوسطية مستوحاة من الهيمنة الرومانية القديمة في هذه المناطق نفسها. كان هناك تصاميم لوضع ألبانيا تحت الوصاية وضم دالماسيا، وكذلك السيطرة الاقتصادية والعسكرية على يوغوسلافيا واليونان. كما سعى النظام إلى إقامة علاقات حماية زبائنية مع النمسا والمجر ورومانيا وبلغاريا، والتي تقع جميعها على الحواف الخارجية لمجال نفوذها الأوروبي. على الرغم من أنه لم يكن من بين أهدافه المعلنة، فقد كان موسوليني يرغب في تحدي هيمنة بريطانيا وفرنسا في البحر الأبيض المتوسط، الأمر الذي اعتُبر حيويًا من الناحية الاستراتيجية، نظرًا لأن البحر الأبيض المتوسط كان معبر إيطاليا الوحيد للمحيطين الأطلسي والهندي.